# Ricardo Estévez
Ricardo Ludwig Estévez Mazza (Petare, Caracas, Venezuela) es un ingeniero y técnico electoral venezolano. Es uno de los fundadores de la organización no gubernamental Súmate, donde fue director ejecutivo hasta 2012. Durante las elecciones presidenciales de Venezuela de 2024 y su campaña electoral, ha sido miembro del equipo del partido opositor Vente Venezuela y asesor de la sala técnica electoral del Comando con Venezuela.
Estévez fue detenido por hombres sin identificación el 30 de julio de 2024. Aunque se presume que fue arrestado por fuerzas de seguridad, su familia no ha recibido información al respecto. Actualmente se desconoce su paradero.

## Carrera
Ricardo Estévez es ingeniero mecánico y tiene una maestría en sistemas de la Universidad Simón Bolívar de Caracas. Fue electo por egresados como miembro de la comisión electoral de la universidad. Entre 1990 y 1999 ocupó cargos de operaciones y de gerencia en Petróleos de Venezuela (PDVSA) y Deltaven.
En 2002 fue uno de los fundadores de la organización no gubernamental Súmate, la cual tenía como objetivo facilitar procesos de participación ciudadana. Ricardo de desempeñó como director ejecutivo de la asociación hasta 2012, periodo en el cual gerenció la última auditoría en profundidad que el Consejo Nacional Electoral (CNE) permitió hacerle al Registro Electoral, cuando apenas tenía 11.996.066 electores.  Estévez se postuló por primera vez como rector del CNE en 2003, y en 2012 se retiró de Súmate para poder aspirar a la posición de rector como independiente.
Durante las elecciones presidenciales de Venezuela de 2024 y su campaña electoral, Ricardo ha sido miembro del equipo del partido opositor Vente Venezuela y asesor de la sala técnica electoral del Comando con Venezuela.

## Desaparición
En la mañana del 30 de julio de 2024, mientras salía de su casa en la urbanización de El Cafetal (Caracas), Ricardo fue interceptado por dos vehículos sin identificación y detenido por hombres armados. El hecho quedó registrado en video y se presume que fueron efectivos del Servicio Bolivariano de Inteligencia (SEBIN). Familiares han declarado que después de acudir a varios organismos de seguridad para pedir información todavía se desconoce su paradero.
Las organizaciones no gubernamentales Justicia, Encuentro y Perdón y Transparencia Electoral, al igual que el Comité de Derechos Humanos de Vente Venezuela, han exigido conocer el paradero de Estévez y su liberación inmediata.La abogada y activista Tamara Sujú informó que Rafael Sivira, coordinador juvenil del partido La Causa R, también fue arrestado durante el procedimiento. Freddy Superlano, dirigente del partido Voluntad Popular, también fue detenido el mismo día.

## Vida personal
Ricardo es primo del chef venezolano Sumito Estévez.